# NS-Prozesse
Als NS-Prozesse bezeichnet man in einer verbreiteten Kurzform die strafrechtliche Verfolgung nationalsozialistischer Gewaltverbrechen. Im Fachdiskurs nach Ende des Zweiten Weltkriegs ist für diese Verfahren die Kurzform NSG-Verfahren verbreitet. Einen Teil davon bezeichnet vor allem der Alltagsdiskurs auch als Kriegsverbrecherprozesse.
Die angewendeten Strafgesetze wurden zum Teil noch während des Krieges, zum Teil unmittelbar danach erlassen. Gegenstand der Verfahren waren Verbrechen der Wehrmacht gegen die Zivilbevölkerung in den besetzten Gebieten und gegen Kriegsgefangene, in Lagern von Angehörigen der SS begangene Gewaltverbrechen, insbesondere der Holocaust und Menschenversuche in nationalsozialistischen Konzentrationslagern sowie Vernichtungsmaßnahmen der Einsatzgruppen der Sicherheitspolizei und des SD, aber auch im Reichsgebiet begangene Straftaten wie die Euthanasie-Morde und sog. Endphaseverbrechen.
Der einleitende Nürnberger Prozess gegen die Hauptkriegsverbrecher nach dem Kontrollratsgesetz Nr. 10 fand vom 20. November 1945 bis zum 1. Oktober 1946 vor dem eigens errichteten Internationalen Militärtribunal (IMT) statt und richtete sich gegen die höchsten noch lebenden politischen, militärischen und wirtschaftlichen Repräsentanten des NS-Staates wegen Verbrechen gegen den Frieden, Kriegsverbrechen und Verbrechen gegen die Menschlichkeit. Die zwölf Nürnberger Nachfolgeprozesse zwischen Dezember 1946 bis April 1949 sowie weitere Prozesse vor Gerichten der Alliierten in Deutschland in den Besatzungszonen wurden von Militärgerichten der einzelnen Besatzungsmächte durchgeführt.
NS-Prozesse wegen Massenmordes bzw. Beihilfe zum Mord wurden nach Kriegsende auch von deutschen und österreichischen Strafgerichten geführt. Dort waren sie wesentlicher Teil der juristischen und moralischen Vergangenheitsbewältigung. Die politischen Umstände, vor allem der Kalte Krieg, hatten bei den weiteren NS-Prozessen in den beteiligten Staaten bedeutende Unterschiede im Umfang, in der Intensität, den Rechtsgrundlagen, Verfahrensweisen und Zielsetzungen zur Folge.
Die Prozesse im Ausland betrafen auch die Kollaboration von eigenen Staatsangehörigen mit den deutschen Besatzern.
Die historischen NS-Prozesse nach dem Zweiten Weltkrieg gehören zu den Forschungsschwerpunkten des Internationalen Forschungs- und Dokumentationszentrums Kriegsverbrecherprozesse (ICWC) in Marburg.

## Alliierte Beschlüsse zur Strafverfolgung von Kriegsverbrechen der Achsenmächte

### Europa
Seit 1942 erklärten die Alliierten öffentlich wiederholt ihre Entschlossenheit zur Bestrafung der NS-Verbrecher, besonders der für den Krieg und die Judenvernichtung Verantwortlichen.
Am 13. Januar 1942 versammelten sich im Londoner St.-James-Palast Vertreter der besetzten Staaten Belgien, Frankreich, Griechenland, Jugoslawien, Luxemburg, Niederlande, Norwegen, Polen und Tschechoslowakei. China, Großbritannien, UdSSR und USA schickten Beobachter. Die besetzten Staaten forderten, die Bestrafung der an ihren Staatsbürgern verübten Besatzungsverbrechen zu einem alliierten Hauptkriegsziel zu erklären und gelobten in der St. James Palace Declaration, „im Geiste internationaler Solidarität darauf zu achten, dass
- jene Schuldigen oder Verantwortlichen, unabhängig von ihrer Nationalität, aufgespürt, der Rechtsprechung übergeben und abgeurteilt werden
- die verkündeten Urteile vollstreckt werden“

Dieser Deklaration traten später auch China und die UdSSR bei.
Der beständige Druck der Exilregierungen der besetzten Staaten führte dazu, dass das britische Außenministerium zusammen mit Vertretern der USA im Oktober 1942 die Gründung der United Nations Commission for the Investigation of War Crimes (UNWCC) beschlossen, die Beweismaterialien für Kriegsverbrechen der Achsenmächte zusammentragen sollte. Diese Institution, die im Oktober 1943 als die United Nations War Crimes Commission ihre Tätigkeit aufnahm, wurde noch vor der UNO gegründet. Sie hatte keine exekutiven Befugnisse, sondern berichtete den später der UNO angehörenden Nationen bis 1949 über Kriegsverbrechen des Zweiten Weltkriegs, die deren Regierungen dann nach eigenem Ermessen verfolgten.
In der Moskauer Deklaration der Drei Mächte vereinbarten Großbritannien, die USA und die Sowjetunion am 1. November 1943, die Hauptkriegsverbrecher, deren Verantwortung nicht geographisch auf ein Land begrenzt sei, vor zentrale internationale Strafgerichte zu bringen. Sonst aber sollten Kriegsverbrecher in den Ländern vor Gericht gestellt werden, in denen sie ihre Verbrechen begangen hatten. Ferner wurde die globale Aufspürung, Festsetzung und Auslieferung von mutmaßlichen NS-Straftätern vereinbart.
Das Potsdamer Abkommen sah vor, NS-Kriegsverbrechern auch vor Gerichten der Alliierten in ihren jeweiligen Besatzungszonen den Prozess zu machen. Das Abkommen, das die Alliierten am 8. August 1945 im Potsdamer Schloss Cecilienhof unterzeichneten, formulierte die Charta des Internationalen Militärgerichtribunals (IMT), das Londoner Statut. Diese IMT-Charta bildete das Fundament dieses Gerichtshofes. Es erläuterte den Zweck, legte das Procedere des Strafverfahrens fest und bestimmte die einzelnen Anklagepunkte.

### Fernost
Zu den Achsenmächten zählte auch Japan. Nach der Kapitulation Japans im September 1945 endete auch der Pazifikkrieg. 
Am 19. Januar 1946 setzte der alliierte Oberbefehlshaber für Japan, General Douglas MacArthur, auf der Grundlage der Potsdamer Erklärung den Internationalen Militärgerichtshof für den Fernen Osten zur Ahndung der japanischen Kriegsverbrechen im Zweiten Weltkrieg ein. In Japan kam es nach dem Vorbild des Nürnberger Hauptkriegsverbrecherprozesses zu den Tokioter Prozessen gegen militärische und politische Führer Japans vor einem multinational besetzten Militärgerichtshof von elf Richtern.

## NS-Prozesse der Alliierten in Deutschland

### Zuständigkeit

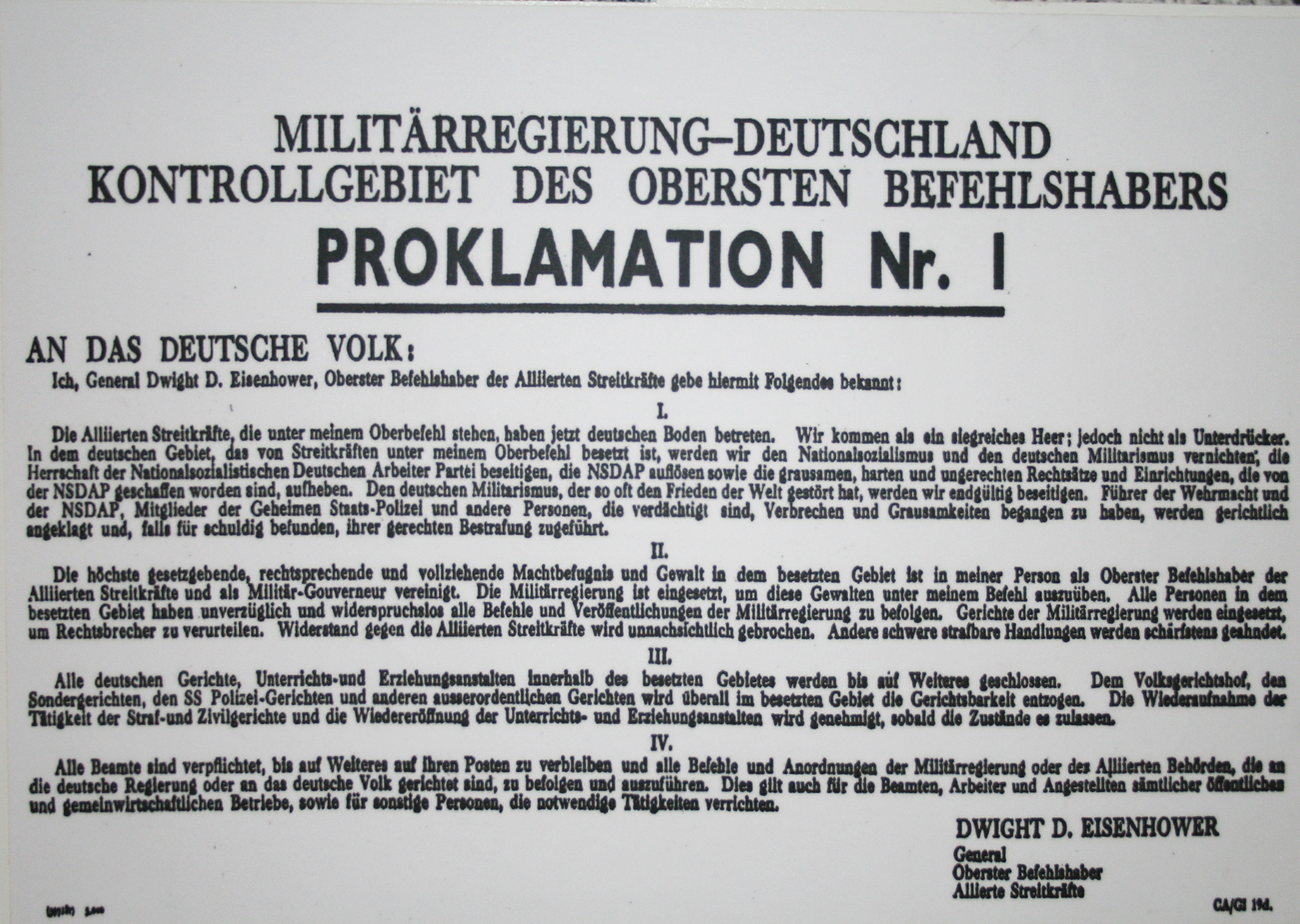
Proklamation Nr. 1 des Alliierten Oberbefehlshabers, März 1945

Beim Einmarsch der alliierten Truppen in Deutschland wurden auf Grund von Art. III der Proklamation Nr. 1 des Alliierten Oberbefehlshabers alle deutschen Gerichte geschlossen. Die Rechtspflege stand still. Erst in der zweiten Hälfte des Jahres 1945 nahmen die Gerichte zu örtlich verschiedenen Zeitpunkten ihre Tätigkeit wieder auf.
Die Wiedereröffnung der Gerichte wurde durch das Kontrollratsgesetz Nr. 4 vom 30. Oktober 1945 über die Umgestaltung des deutschen Gerichtswesens und das Gesetz Nr. 2 der amerikanischen Militärregierung legalisiert. Die Zuständigkeiten der deutschen Gerichte wurden jedoch durch Art. III des Kontrollratsgesetzes Nr. 4 eingeschränkt. Insbesondere durften deutsche Gerichte ohne besondere Ermächtigung keine strafbaren Handlungen aburteilen, die von Nationalsozialisten oder anderen Personen gegen Staatsangehörige alliierter Nationen oder deren Verbündeter begangen worden waren.
Für die Aburteilung der Verbrechen des nationalsozialistischen Regimes beanspruchten die Alliierten zunächst die ausschließliche Gerichtsbarkeit. Durch Art. II Nr. 1 a, b, c des Kontrollratsgesetzes Nr. 10 vom 20. Dezember 1945 waren Verbrechen gegen den Frieden, Kriegsverbrechen und Verbrechen gegen die Menschlichkeit unter Strafe gestellt worden. Art. III Nr. 1 d Satz 1 desselben Gesetzes gab den Besatzungsbehörden das Recht, die unter Anklage gestellten Personen zur Verhandlung vor ein dafür geeignetes Gericht zu bringen. Jedoch konnten die Besatzungsbehörden für die Aburteilung von Verbrechen, die deutsche Staatsangehörige gegen andere deutsche Staatsangehörige oder Staatenlose begangen hatten, deutsche Gerichte für zuständig erklären.
In der amerikanischen Zone wurde diese Ermächtigung von Fall zu Fall erteilt, in der britischen und in der französischen Zone ergingen generelle Ermächtigungen.
Durch Art. 14, 15 des Gesetzes Nr. 13 der Alliierten Hohen Kommission vom 25. November 1949 wurde mit Wirkung vom 1. Januar 1950 das Kontrollratsgesetz Nr. 4 außer Anwendung gesetzt. Die Vorschriften, die die Zuständigkeit der deutschen Gerichte in Strafsachen beschränkten, wurden bis auf einige Reservatrechte der Besatzungsmächte aufgehoben.
Nach Teil I Art. 3 Abs. 3 Buchstabe b des Vertrages zur Regelung aus Krieg und Besatzung entstandener Fragen (Überleitungsvertrag in der Fassung der Bekanntmachung vom 30. März 1955) konnten jedoch die den Verfahren zugrunde liegenden Taten von den Gerichten und Staatsanwaltschaften in der Bundesrepublik Deutschland nicht mehr verfolgt werden, soweit bereits von einer der drei westlichen Besatzungsmächte strafrechtliche Ermittlungen geführt und endgültig abgeschlossen worden waren.

### Nürnberger Hauptkriegsverbrecherprozess

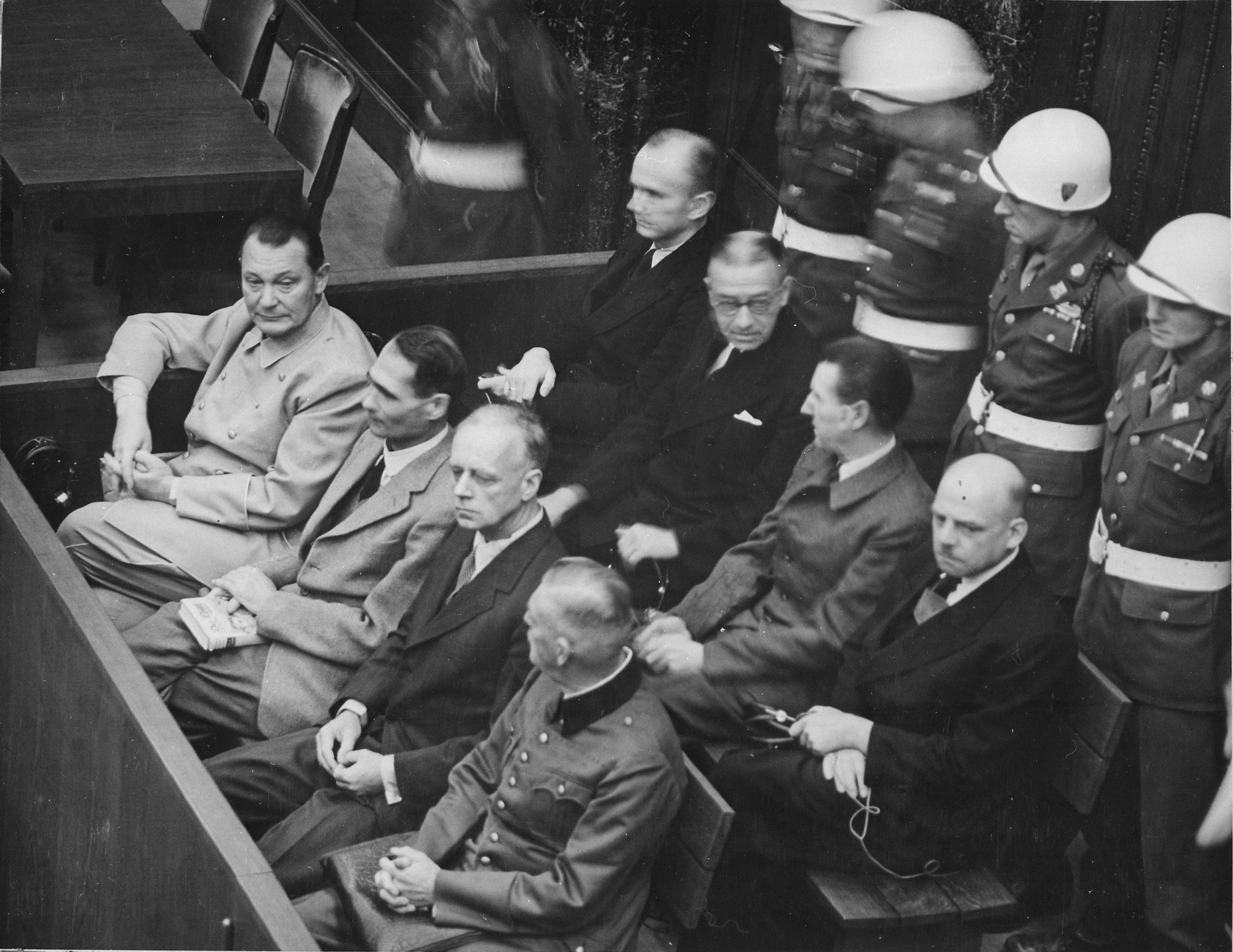
Acht der 24 angeklagten Hauptkriegsverbrecher in Nürnberg. Vordere Reihe, von links: Göring, Heß, von Ribbentrop, Keitel. Hintere Reihe: Dönitz, Raeder, von Schirach und Sauckel.

Der Internationale Militärgerichtshof führte unter dem Vorsitz von Richtern aller vier Siegermächte vom 1. Oktober 1945 bis zum 18. Oktober 1946 den Nürnberger Prozess gegen die Hauptkriegsverbrecher durch, in dem 24 deutsche und österreichische Hauptkriegsverbrecher angeklagt wurden. 22 Angeklagte wurden verurteilt, davon 12 zum Tode durch den Strang.
Die Anklage umfasste ursprünglich vier Punkte: Gemeinsamer Plan zur Verübung von Kriegsverbrechen (Verschwörung), Verbrechen gegen den Frieden (vor allem Vorbereitung eines Angriffskrieges), Kriegsverbrechen und Verbrechen gegen die Menschlichkeit. Damit wurde erstmals in der Geschichte versucht, Führer eines einen Krieg auslösenden Regimes und seiner Armee für im Rahmen ihrer Politik, ihrer Kriegsplanung und Kriegführung begangene Verbrechen haftbar zu machen. Diese Anklagen richteten sich nach dem Statut des IMT prinzipiell gegen alle Führer, Organisationen, Anstifter und Gehilfen solcher Verbrechen, auch die, die diese nicht persönlich begangen hatten, aber an der Entscheidung dazu, an ihrer Planung, Verabredung und Organisation beteiligt waren.
Der Anklagepunkt Verabredung zur Verübung von Kriegsverbrechen wurde jedoch im Verlauf des Verfahrens nicht eigens verfolgt; er wurde dem Anklagepunkt Verbrechen gegen den Frieden subsumiert. Damit auch alle an solchen Verbrechen mittelbar Beteiligten verfolgt werden konnten, ohne ihnen im gesonderten Verfahren eigene Straftaten nachzuweisen zu müssen, erklärte das IMT die Organisationen der NSDAP, SS, Gestapo zu kriminellen Vereinigungen. Von einem pauschalen Strafvorwurf ausgenommen wurden die mit rein administrativen Aufgaben befassten Mitglieder von SD und Gestapo sowie niederrangige Funktionäre der NSDAP und der Waffen-SS.
Der erste Nürnberger Prozess wurde international wie in Deutschland selbst mit großem Medieninteresse und intensiver Beteiligung und Diskussion der Öffentlichkeit verfolgt. In der deutschen Öffentlichkeit wurde er mehrheitlich gutgeheißen – was auch als Entlastung von eigenem Verschulden interpretiert werden konnte. Der Prozess blieb im kollektiven Gedächtnis präsent. Am Versuch einer Denunzierung als ‚Siegerjustiz‘ schied sich die politische Rechte in Deutschland und Österreich von der Mehrheit. Offensichtliche Konflikte zwischen den Siegermächten, wie anhand der Interpretation des Massakers von Katyn, trugen eher zur Akzeptanz des Verfahrens bei.

### Prozesse in den einzelnen Besatzungszonen
Nach dem Kontrollratsgesetz Nr. 10 fanden im Anschluss an den Nürnberger Hauptkriegsverbrecherprozess weitere Strafprozesse in den einzelnen Besatzungszonen statt. Daneben standen die Spruchkammerverfahren, die nicht der Bestrafung, sondern der ideologischen Säuberung vom Nationalsozialismus dienten.

#### Amerikanische Besatzungszone
In der amerikanischen Besatzungszone fanden vom Dezember 1946 bis April 1949 ebenfalls im Justizpalast Nürnberg zwölf Folgeprozesse vor US-Militärgerichten gegen 177 weitere hochrangige Vertreter des Deutschen Reiches statt: darunter führende Angehörige der Reichsministerien, Gestapo, SS, Wehrmacht, Staatsbeamte der Justiz- und Medizinalverwaltung und Industrielle. Die Richter waren diesmal 30 zivile US-Juristen, ebenso die etwa 100 Ankläger, beide meist von Obersten Gerichtshöfen von US-Bundesstaaten. Die Verteidiger waren 200 meist deutsche Rechtsanwälte.

#### Britische Besatzungszone
In der britischen Besatzungszone verhandelten Militärgerichte auf Grundlage des Royal Warrant (81/1945) (Königlicher Erlass) vom 14. Juni 1945. Der Großteil der britischen Verfahren fand mit den Curiohaus-Prozessen in Hamburg statt, z. B. die Ravensbrück-Prozesse, in Lüneburg der Bergen-Belsen-Prozess.
Für die Aburteilung und Bestrafung von Mitgliedern der vom Internationalen Militärgerichtshof in Nürnberg für verbrecherisch erklärten Organisationen wurden in der britischen Zone zum 1. Januar 1947 deutsche Spruchgerichte eingerichtet.

#### Französische Besatzungszone
In der französischen Besatzungszone wurden vor der Tribunal Général in Rastatt Militärgerichtsverfahren abgehalten. Ab September 1948 übernahm der Tribunal de première instance pour les crimes de guerre diese Aufgabe.

#### Sowjetische Besatzungszone
In der Sowjetischen Besatzungszone unterstanden die Verfahren direkt dem sowjetischen Geheimdienst NKWD. Nach offiziellen sowjetischen Angaben wurden rund 122.600 Personen inhaftiert, wozu noch weitere 34.700 mit ausländischer, vorwiegend sowjetischer Nationalität kamen, die als Fremd- oder Zwangsarbeiter in Deutschland waren. Die Gesamtzahl der dort Verurteilten wird auf 45.000 geschätzt, wovon etwa ein Drittel zur Zwangsarbeit deportiert wurde, die meisten der übrigen in Speziallagern festgehalten wurde. Die Zahl der Todesurteile ist unbekannt.

#### Gesamtzahlen
Insgesamt wurden von Gerichten der Siegermächte in Deutschland und anderen Ländern wegen NS-Verbrechen etwa 50.000 bis 60.000 Personen verurteilt.
Die USA und Großbritannien beendeten ihre Strafverfolgung in Deutschland 1949, während französische Gerichte noch bis 1953 verhandelten. Insgesamt wurden in den westlichen Besatzungszonen über 2.000 Urteile gegen mehr als 5.350 Einzelpersonen gefällt, darunter mehr als 250 Frauen.
In 806 Fällen wurden Todesurteile ausgesprochen, von denen 486 vollstreckt wurden.

#### Begnadigungspraxis

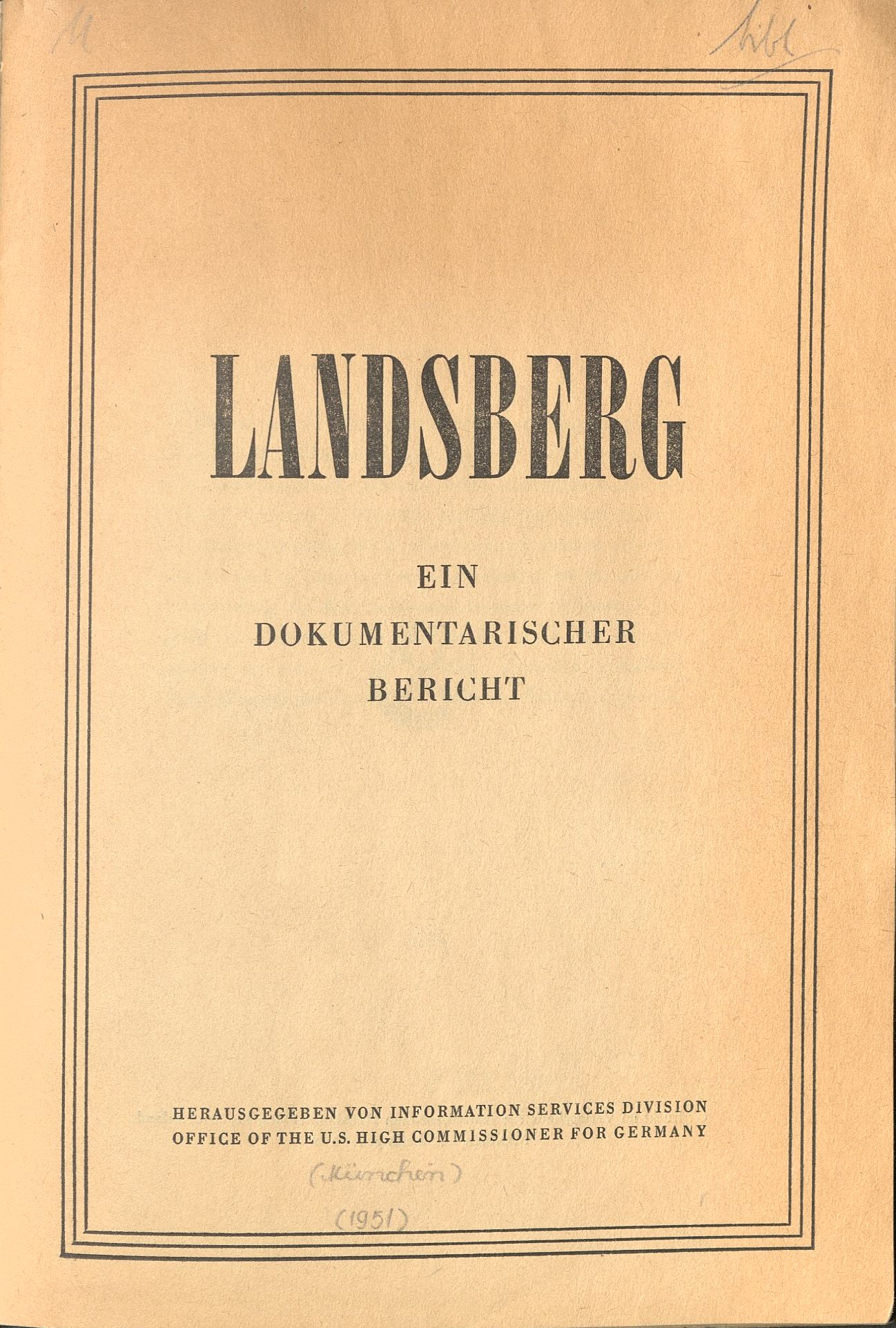
Entscheidungen McCloys über die Gnadengesuche 1951

Die alliierten Folgeprozesse wurden in Westdeutschland zunehmend als Siegerjustiz kritisiert. Hochrangige Kirchenvertreter, einflussreiche Parteipolitiker und andere exponierte Persönlichkeiten forderten vehement eine Amnestie für die in den alliierten Gefängnissen von Landsberg (USA), Werl (UK) und Wittlich (Frankreich) einsitzenden NS-Täter.  Wortführer unter den Parlamentariern Westdeutschlands waren die Fraktionen der FDP und der Deutschen Partei. Während sie eine sofortige Revision der Urteile und die unterschiedslose Freilassung forderten, setzte sich der erste Bundesjustizminister Thomas Dehler (FDP) für eine schrittweise Amnestierung ein.
Ende der 1940er Jahre änderten die westlichen Alliierten wegen des Kalten Krieges ihre Politik gegenüber dem verbündeten Westdeutschland. Einige der noch im Kriegsverbrechergefängnis Landsberg einsitzenden wegen Verbrechen gegen die Menschlichkeit und Kriegsverbrechen verurteilten Täter wurden hingerichtet, in ihrer Mehrzahl jedoch freigelassen. Der amerikanische Hochkommissar John J. McCloy gab schrittweise der Forderung nach Freilassung der Verurteilten nach, begnadigte fast alle der zum Tode Verurteilten, reduzierte die Strafhaft um ein Drittel und entließ 1950/51 Prominente wie Friedrich Flick, Ernst von Weizsäcker und Alfried Krupp aus der Haft. Das hatte in Westdeutschland eine gesellschaftliche Signalwirkung. Man hielt die eigentlichen Verbrecher nun für abgeurteilt und weitere Strafverfahren für unangemessen.
Von den in Landsberg zusammengeführten Häftlingen wurden 1958 die letzten vier entlassen, darunter drei ursprünglich zum Tode verurteilte Einsatzgruppenführer. Danach waren nur noch Verurteilte aus dem Nürnberger Hauptkriegsverbrecherprozess in Haft, für die es aufgrund des sowjetischen Vetos keine Begnadigung gab – als letzter Rudolf Heß bis zu seinem Tode 1987 im Kriegsverbrechergefängnis Spandau (Berlin).
In der französischen Besatzungszone wurden zwischen dem 1. Oktober 1951 und dem 23. Juni 1952 insgesamt 61 Inhaftierte begnadigt.
In der britischen Besatzungszone fanden kurz vor Weihnachten 1951 und von Ende August bis Oktober 1952 Entlassungen auf Grund von Gnadenerweisen statt.
Die Begnadigungspraxis der Sowjetunion und der Besatzungsbehörden in der sowjetischen Besatzungszone wurde bisher nicht untersucht.

## Deutsche Gerichtsbarkeit
Vielen Kriegsverbrechern gelang es nach dem Zweiten Weltkrieg, mit Hilfe der so genannten Rattenlinien zu fliehen, um der Bestrafung zu entgehen, darunter Klaus Barbie, Adolf Eichmann, Josef Mengele oder Erich Priebke. Die Fluchtrouten führten mit Beihilfe der Delegación Argentina de Inmigración en Europa hauptsächlich nach Argentinien, aber auch in die Länder des Mittleren Ostens. Es existieren jedoch keine genauen Angaben über die Zahl der geflohenen NS-Täter. Die Historiker nennen die Zahlen von 180 bis 800 Nationalsozialisten, die allein nach Argentinien gelangt sein sollen (Stand 2010).
Manche NS-Verbrecher wurden auch wegen vermeintlicher Verhandlungsunfähigkeit nicht strafverfolgt, z. B. Werner Heyde oder Georg Renno. Die Rechtsprechung zur Täterschaft bei NS-Gewaltverbrechen führte außerdem lange zu keiner angemessenen Bestrafung. Das änderte sich erst mit dem Urteil gegen John Demjanjuk im Jahr 2011.
Mit Namen und Wirken des hessischen Generalstaatsanwalts Fritz Bauer verbinden sich nicht nur die spätere Verhaftung Adolf Eichmanns in Argentinien und die Frankfurter Auschwitzprozesse, sondern auch umfangreiche Ermittlungen gegen Beschuldigte aus der Berliner NS-„Euthanasie“-Zentrale.
Das bei Ermittlungsverfahren und Prozessen in West- und Ostdeutschland entstandene Aktenmaterial bildet einen wichtigen Quellenbestand der Zeitgeschichtsforschung zum Nationalsozialismus, beispielsweise die Urteilssammlung Justiz und NS-Verbrechen.

### Bundesrepublik Deutschland
Während die Nürnberger Prozesse der Alliierten vor allem Hauptverantwortliche und Schreibtischtäter in Ministerien und Verwaltungen vor Gericht gestellt hatten, richtete sich die westdeutsche Strafverfolgung zunächst vor allem gegen diejenigen, die den nationalsozialistischen Terror eigenhändig ausgeübt hatten. Gewaltverbrechen bildeten nun den Schwerpunkt.

#### Prozesse nach dem Kontrollratsgesetz
Artikel III des Kontrollratsgesetzes Nr. 10 bestimmte unter anderem:

„Für die Aburteilung von Verbrechen, die deutsche Staatsbürger oder Staatsangehörige begangen haben, können die Besatzungsbehörden deutsche Gerichte für zuständig erklären.“

Deutsche Gerichte konnten demnach anfangs nur mit Zustimmung der Besatzungsbehörden der jeweiligen Zone Strafverfahren einleiten, und zwar nur gegen Deutsche, die Verbrechen gegen andere Deutsche oder Staatenlose begangen hatten. Diese Ermächtigung wurde in der britischen und der französischen Besatzungszone allgemein, in der sowjetischen im Einzelfall erteilt. In der amerikanischen Zone erfolgte keine derartige Ermächtigung. Dort kam bei der Verfolgung von NS-Verbrechen durch deutsche Gerichte allein das deutsche Strafgesetzbuch zur Anwendung.
Bis zur Zurücknahme der alliierten Ermächtigung 1951 wurden auf der Basis des Kontrollratsgesetzes und des deutschen Strafrechts von deutschen Gerichten 1.865 Personen angeklagt und 620 Personen verurteilt. Diese Urteile betrafen überwiegend weniger schwerwiegende Delikte wie Denunziationen, Körperverletzungen, Freiheitsberaubungen, Nötigungen. Tötungsdelikte wurden im Rahmen von Strafverfahren gegen KZ-Personal, Euthanasie-Beteiligte und Hinrichtungen oder Morden an Soldaten und Zivilisten, die sich in der „Endphase“ der letzten Kriegswochen weiteren militärisch sinnlosen Kriegsdiensten verweigert hatten, verfolgt. Fast alle dieser Verfahren kamen durch Anzeigen von Geschädigten oder deren Angehörigen gegen bekannte oder zufällig entdeckte Täter zustande.
Die deutschen Strafjuristen zogen meist die eigene Justiztradition vor und nutzten die Tatbestände der Gewaltverbrechen nach dem Deutschen Strafgesetzbuch. Zusätzlich veranlasste die US-Militärregierung im Mai 1946 die Länder ihrer Besatzungszone (Bayern, Württemberg-Baden, Groß-Hessen), Gesetze zur Ahndung nationalsozialistischer Straftaten zu verabschieden. Diese sahen ausdrücklich vor, dass die Strafverfolgung nicht dadurch gehindert werde, „dass die Tat zu irgendeiner Zeit durch ein Gesetz, eine Verordnung, einen Erlass oder […] für rechtens erklärt worden ist“.
Die Straffreiheitsgesetz vom 31. Dezember 1949 und das Straffreiheitsgesetz vom 17. Juli 1954 amnestierten jedoch nicht nur Vergehen wie Schwarzmarkt-Delikte, sondern – gewollt oder ungewollt – zugleich auch viele Täter der Novemberpogrome 1938 und die meisten Endphaseverbrechen des Krieges. Die Zahl der Ermittlungsverfahren wegen NS-Straftaten sank von rund 1.950 im Jahre 1950 auf 162 im Jahre 1954. In den folgenden fünf Jahren wurden insgesamt nur 101 Personen rechtskräftig verurteilt.
Das Kontrollratsgesetz Nr. 10 wurde im Jahre 1956 förmlich aufgehoben, jedoch nach einer vom Bundesjustizministerium aufgrund rechtlicher Bedenken veranlassten Rücknahme der alliierten Ermächtigungen schon am 31. August 1951 faktisch nicht mehr angewendet. Seitdem konnten auf dieser Basis keine Verfahren mehr eröffnet oder Urteile gefällt werden. Nunmehr war allein das bundesdeutsche Strafgesetzbuch maßgebend, das jedoch nach herrschender Rechtsauffassung nicht rückwirkend angewandt werden durfte und daher für die Strafverfolgung von NS-Verbrechen nur begrenzt geeignet war.

#### Prozesse nach 1957

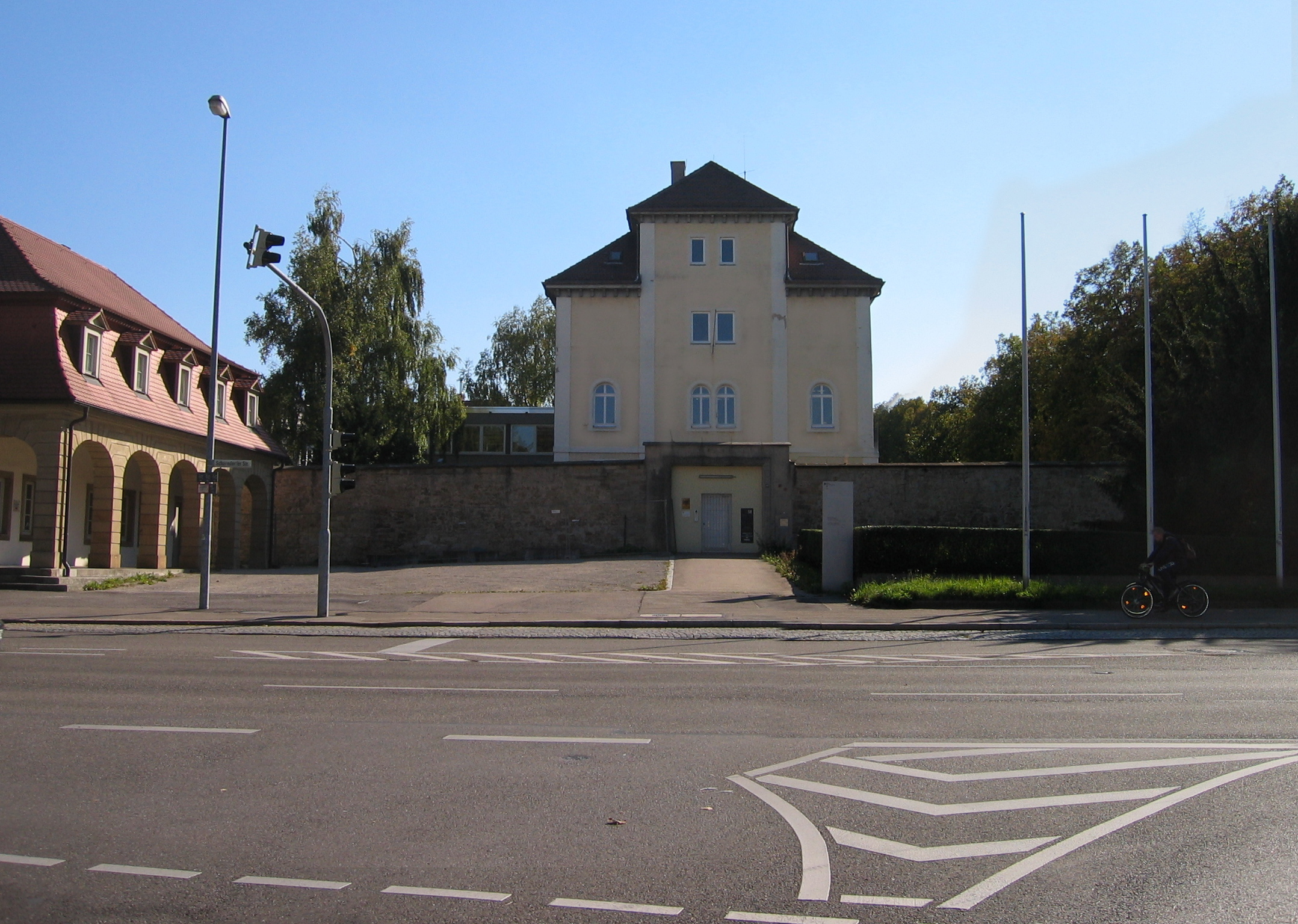
Zentrale Stelle der Landesjustizverwaltungen zur Aufklärung nationalsozialistischer Verbrechen und Bundesarchiv-Außenstelle Ludwigsburg am Schorndorfer Torhaus (2015)

Neue Impulse erhielt die Strafverfolgung, als die DDR ab dem Jahre 1957 in Propagandakampagnen belastendes Material gegen westdeutsche Richter und Beamte verbreitete. Dadurch rückte die hohe personelle Kontinuität im westdeutschen Justizdienst in das Bewusstsein der Öffentlichkeit. Allerdings konnte kein einziger Richter wegen Rechtsbeugung rechtskräftig verurteilt werden, weil der Bundesgerichtshof an den hierfür nötigen Nachweis des Vorsatzes außerordentlich hohe Anforderungen stellte. Als exemplarisch für das Scheitern dieser Prozesse kann das Verfahren gegen den Kammergerichtsrat Hans-Joachim Rehse betrachtet werden, der an zahlreichen Todesurteilen des Volksgerichtshofs mitgewirkt hatte.
1957/58 wurde im Ulmer Einsatzgruppen-Prozess der Massenmord an den Juden im Baltikum erstmals genau untersucht. Der erste große Prozess gegen nationalsozialistische Täter vor einem deutschen Strafgericht weckte ein außerordentliches Interesse der Öffentlichkeit, denn es wurde deutlich, dass es sich hier nur um ein Beispiel für eine Vielzahl noch nicht ermittelter NS-Verbrechen handelte. Ende 1958 gründeten die Landesjustizminister die Ludwigsburger Zentrale Stelle, die sich um die Aufklärung von NS-Verbrechen, nicht aber um die von Kriegsverbrechen kümmern sollte. Durch ihre Vorermittlungen wurden zahlreiche Prozesse ausgelöst.
Weil in Westdeutschland ab 1958 Kriegsverbrechen des Zweiten Weltkriegs von der juristischen Aufklärung faktisch ausgeschlossen wurden, wurden in den deutschen NS-Prozessen vorwiegend Tötungsverbrechen an Zivilpersonen verhandelt, die abseits von Kampfhandlungen und Kampfgebieten begangen wurden. Schwerpunkte waren die Straftaten in Konzentrationslagern, Zwangsarbeitslagern und Ghettos sowie die Morde, die von den Einsatzkommandos und Einsatzgruppen der Sicherheitspolizei und des SD begangen worden waren. Die Unterscheidung der beiden Verbrechenstatbestände „NS-Verbrechen“ und „Kriegsverbrechen“, die von den Landesjustizministern 1958 bei der Gründung der Ludwigsburger Zentralen Stelle beschlossen wurde, zielte darauf ab, die ideologisch begründeten Vernichtungsaktionen, also die Ermordung der europäischen Juden sowie der Sinti und Roma, aufzuklären, nicht aber die Verbrechen der Wehrmacht, beispielsweise das geplante Verhungernlassen von Millionen sowjetischer Kriegsgefangener.
Noch 1960 ließ der Gesetzgeber die Verjährungsfrist für Delikte wie Totschlag und Körperverletzung mit Todesfolge (damals 15 Jahre, erst 1969 auf 20 Jahre verlängert) ungehindert verstreichen. Die Verjährungsfrist für Mord wurde vom Bundestag später mehrfach verlängert und 1979 schließlich ganz aufgehoben.
Ab 1963 wurde in den Frankfurter Auschwitzprozessen gegen die Lagermannschaften dieses Vernichtungslagers verhandelt.
Die entscheidende Rolle in diesem Kontext, gegen massive Widerstände, spielte Generalstaatsanwalt Fritz Bauer. Über den Prozess wurde in vielen Medien berichtet. Details über den damaligen Umgang der Medien und der gesellschaftlichen Öffentlichkeit werden in der Neuzeit, in der Ausstellung des Fritz Bauer Instituts dokumentiert. Die große Verjährungsdebatte im Deutschen Bundestag vom 10. März 1965 wurde als Sternstunde des Parlaments wahrgenommen und sollte die weitere strafrechtliche Verfolgung noch unentdeckter Täter ermöglichen. Bei einer Meinungsumfrage unter der Bevölkerung hatte sich zuvor noch eine knappe Mehrheit für ein Ende aller Prozesse ausgesprochen.
Mit Wirkung zum 1. Oktober 1968 wurde § 50 des Strafgesetzbuchs mit Art. 1 Nr. 6 des Einführungsgesetzes zum Gesetz über Ordnungswidrigkeiten novelliert, der seitdem eine obligatorische Strafminderung für Beihilfe vorsah, falls die „Gehilfen“ die niedrigen Motive der Haupttäter nicht teilten. Dieser unscheinbare Wandel hatte große Auswirkungen: Da die Justiz in den meisten Fällen von NS-Verbrechen Schuldsprüche nur wegen „Beihilfe zum Mord“ fällte und die Angeklagten eigene „niedrige Motive“ gewöhnlich abstritten, galt nun für sie nur noch ein reduzierter Strafrahmen von 3 bis 15 Jahren Zuchthaus – was zur Folge hatte, dass die Taten seit 1960 verjährt waren, wie der Bundesgerichtshof in einem aufsehenerregenden und umstrittenen Urteil am 20. Mai 1969 entschied. Bereits weit fortgeschrittene Ermittlungsverfahren gegen 730 „Schreibtisch-Täter“ des Reichssicherheitshauptamtes (RSHA) wurden nun wegen Verjährung eingestellt. Diese Wendung, in zeitgenössischen Debatten häufig als „Panne“ bezeichnet, wird heute in der rechtshistorischen und zeitgeschichtlichen Debatte sehr kontrovers diskutiert. Handelte es sich wirklich um eine Panne oder ging das Malheur auf vorsätzliche Manipulationen früherer Nazis, vor allem Eduard Dreher, im Bundesjustizministerium zurück – oder war diese Verjährungsfolge hauptsächlich auf den politischen Willen und die Positionierung der Rechtsprechung selbst zurückzuführen (Verjährungsskandal)?

#### Ermittlungen und Prozesse im 21. Jahrhundert
Auch im 21. Jahrhundert gibt es Nachfolgeprozesse. Im Jahr 2011 gab die Rechtsprechung mit der Verurteilung von John Demjanjuk, einem ehemaligen Wachmann im Vernichtungslager Sobibor, erstmals den für eine Verurteilung wegen Beihilfe zum Mord erforderlichen konkreten Einzeltatnachweis auf; das Urteil wurde jedoch nicht rechtskräftig. Mit Demjanjuk wurde zum ersten Mal ein SS-Wachmann verurteilt, der selbst nicht gemordet hatte. Das Urteil gegen Oskar Gröning im Jahr 2016 war das erste Urteil in einem vergleichbaren Fall, das rechtskräftig wurde. Die Nebenkläger begrüßten dies als „wichtige Korrektur der früheren Rechtsprechung“. Gröning war im KZ Auschwitz tätig gewesen. Am 17. Juni 2016 wurde der deutsche SS-Unterscharführer Reinhold Hanning im Detmolder Auschwitzprozess der Beihilfe zum Mord in mindestens 170.000 Fällen schuldig gesprochen und zu fünf Jahren Freiheitsstrafe verurteilt, jedoch verstarb Reinhold Hanning am 30. Mai 2017 im Alter von 95 Jahren, was als Verfahrenshindernis die Einstellung des Strafverfahrens nach sich zog, so dass das Urteil nie rechtskräftig wurde. Zu weiteren Auschwitzprozessen im 21. Jahrhundert siehe Auschwitzprozesse seit 2015.
2017 hat die Zentrale Stelle zur Aufklärung nationalsozialistischer Verbrechen Ermittlungen gegen zehn mutmaßliche KZ-Bedienstete abgeschlossen. Die Staatsanwaltschaft Dortmund hat im November 2017 Anklage gegen zwei ehemalige SS-Wachmänner des KZ Stutthof erhoben. In Frankfurt am Main wurde im August 2017 ein früherer SS-Mann aus dem KZ Majdanek angeklagt. Da der 97-Jährige aufgrund des Gesundheitszustands als nicht verhandlungsfähig galt, kam es jedoch nicht zu einem Prozess.
Die Staatsanwaltschaft Osnabrück untersuchte den Fall eines 94-Jährigen, der 1941 in Babyn Jar bei Kiew an dem Mord an mehr als 33.700 Juden beteiligt gewesen sein soll. Das Verfahren wurde mangels hinreichenden Tatverdachts eingestellt.
2020 wurde in Hamburg der 93-Jährige SS-Wachmann Bruno D. wegen Beihilfe zum Mord in 5.232 Fällen und der Beihilfe zum versuchten Mord im KZ Stutthof zu einer Bewährungsstrafe von zwei Jahren auf Bewährung verurteilt. Aufgrund des damals jugendlichen Alters wurde der Prozess vor dem Jugendgericht geführt. In Itzehoe, München, Lübeck und Stuttgart gab es Prozesse gegen vier Frauen, die ebenfalls in Stutthof Dienst taten. Ende 2022 erhielt eine ehemalige Sekretärin vor dem Landgericht Itzehoe eine zweijährige Bewährungsstrafe wegen Beihilfe zum Mord in mehr als 10.000 Fällen.
2022 wurde ein 101-Jähriger ehemaliger Wachmann des KZ Sachsenhausen wegen Beihilfe zum Mord in mehr als 3500 Fällen vor dem Landgericht Neuruppin zu einer Haftstrafe von fünf Jahren verurteilt. Die Verteidigung hatte Revision eingelegt. Noch bevor das Urteil rechtskräftig wurde, starb der Angeklagte im Alter von 102 Jahren.

#### Gesamtzahlen
Nach den letzten Forschungsergebnissen ergibt sich für die strafrechtliche Verfolgung von NS-Verbrechen durch die deutsche Justiz in den westlichen Besatzungszonen und der Bundesrepublik Deutschland (einschließlich West-Berlins und des Saarlands) das folgende Ergebnis:
Die Staatsanwaltschaften leiteten nach dem 8. Mai 1945 bis Ende des Jahres 2005 in 36.393 Fällen Ermittlungsverfahren gegen 172.294 Beschuldigte ein. Von 16.740 Angeklagten wurden 6656 rechtskräftig verurteilt, davon
- 16 zum Tode (4 davon vollstreckt),
- 166 zu lebenslanger Freiheitsstrafe,
- 6.297 zu zeitlich begrenzter Freiheitsstrafe,
- 130 zu Geldstrafe und
- 47 von Strafe abgesehen/unbekannte Strafen.

Die hohe Zahl der Beschuldigten kam teilweise dadurch zustande, dass die Staatsanwaltschaften ganze Dienststellen und Einheiten der Wehrmacht, deren Angehörige für eine Tatbeteiligung in Betracht kamen, förmlich beschuldigt haben. Dies schien geboten, um vorsorglich eine drohende Verjährung abzuwenden.
Die Höchststrafe wurde in 182 Fällen verhängt. In der Mehrzahl der Fälle wurden die Angeklagten auch bei Tötungsdelikten nicht als Täter mit eigenem Tatvorsatz verurteilt, sondern nur der Beihilfe für schuldig befunden.
Inzwischen geht die Strafverfolgung aus biologischen Gründen, Tod oder Verhandlungsunfähigkeit der Beschuldigten, verstorbenen Zeugen etc. dem Ende zu. Allerdings laufen immer noch mehrere Ermittlungsverfahren und vereinzelt finden auch noch Prozesse statt.

### Deutsche Demokratische Republik

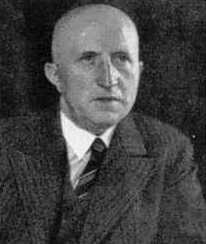
Der Psychiater Paul Nitsche wurde 1948 in Dresden zum Tode verurteilt

Bereits in der SBZ fanden parallel zu den geheimen sowjetischen Militärtribunalen Verfahren vor deutschen Gerichten statt, die nach dem Kontrollratsgesetz Nr. 10 und landeseigenen Gesetzen durchgeführt wurden. Sie wurden von einer Arbeitsgruppe zu NS-Straftaten in der Justizverwaltung koordiniert.
Im August 1947 befahl die sowjetische Militäradministration den Innenministerien der fünf Länder der SBZ, weitere NS-Straftaten zu ermitteln. Im Februar 1948 befahl sie, die eingeleiteten NS-Prozesse abzuschließen. Bis 1949 verurteilten ostdeutsche Gerichte 8055 Personen wegen NS-Verbrechen, die fast alle auf dem Gebiet der SBZ stattgefunden hatten, z. B. im Arbeitserziehungslager Radeberg. Der Dresdner Ärzteprozess gilt als einer der frühesten Versuche der deutschen Justiz zur juristischen Aufarbeitung der NS-Krankenmorde. 3115 Angeklagte wurden wegen Massenverbrechen, 2426 wegen Denunziationen, 901 wegen Mitgliedschaft in NS-Organisationen und 147 wegen Justizverbrechen verurteilt.
1950 schlossen die sowjetischen Besatzungsbehörden die letzten Internierungslager in der DDR und übergaben mehr als 3.400 Häftlinge sowie die volle Kompetenz zur Strafverfolgung von NS-Tätern an die DDR-Justiz. Diese seit 1945 Internierten wurden noch im selben Jahr in den sogenannten Waldheimer Prozessen verurteilt. Dabei wurden 33 Todesurteile verhängt, von denen 24 vollstreckt wurden. Nach heutigen Erkenntnissen waren nicht alle der Verurteilten NS-Täter.
Bis 1956 sank die Zahl der verurteilten NS-Täter in der DDR auf Null. In den 1960er Jahren folgten einige spektakuläre Anklagen in Abwesenheit gegen ehemalige NSDAP-Angehörige, die in der Bundesrepublik in Staats- und Regierungsämter aufgestiegen waren: so gegen Theodor Oberländer 1960 und Hans Globke 1963. Damit wurde der staatliche Antifaschismus propagandistisch gegen die Bundesrepublik gerichtet.
Besonderes Aufsehen erregte 1966 der Prozess gegen Horst Fischer, Lagerarzt in Auschwitz-Monowitz.
Mit dem Gesetz über die Nichtverjährung von Nazi- und Kriegsverbrechen vom 1. September 1964 wurde bestimmt, dass die Verjährungsbestimmungen des allgemeinen Strafrechts auf Personen keine Anwendung finden, die „in der Zeit vom 30. Januar 1933 bis zum 8. Mai 1945 Verbrechen gegen den Frieden, die Menschlichkeit oder Kriegsverbrechen begangen, befohlen oder begünstigt haben."
1968 wurden diese Straftaten gegen das Völkerrecht in das Strafgesetzbuch aufgenommen und unterlagen nicht den Bestimmungen über die Verjährung (§ 84 StGB 1968). Bis zur Wende von 1989 wurden danach weitere NS-Prozesse gegen offiziell etwa 10.000 Personen – zusätzlich zu den 3.000 Waldheim-Urteilen von 1950 – durchgeführt. 1983 wurde etwa Heinz Barth als einziger SS-Angehöriger in Deutschland wegen des Massakers von Oradour zu lebenslanger Haft verurteilt.
Nach der deutschen Wiedervereinigung 1990 wurden die in den Waldheimer Prozessen zu Unrecht mitverurteilten Personen rehabilitiert; die dort gefällten Todesurteile wurden aufgehoben, gegen einige beteiligte DDR-Richter wurden Verfahren wegen Rechtsbeugung eingeleitet.

## NS-Prozesse in ehemals von der Wehrmacht besetzten Gebieten

### Belgien
Am 20. Juni 1947 verabschiedete Belgien ein Gesetz über die Zuständigkeit der Militärgerichtsbarkeit für Kriegsverbrechen. 75 Deutsche wurden vor belgischen Militärgerichten zur Verantwortung gezogen. Verurteilt wurden etwa Alexander von Falkenhausen und Eggert Reeder, Chefs der Militärverwaltung in Belgien und Nordfrankreich.

### Bulgarien
Bulgarien verurteilte 11.122 Inländer, davon 2.730 zum Tode. Deutsche, die man der Teilnahme an Kriegsverbrechen und Verbrechen gegen die Menschlichkeit verdächtigte, sollen an die Sowjetunion ausgeliefert worden sein. Die Gesetzesverordnung über die Aburteilung der für den Eintritt Bulgariens in den Weltkrieg gegen die Alliierten Nationen und für die damit verbundenen Verbrechen Verantwortlichen vom 6. Oktober 1944 richtete sich ausschließlich gegen Bulgaren, nachdem Bulgarien von 1941 bis 1944 zu den Achsenmächten gehört hatte.

### Dänemark
Die juristische Aufarbeitung der Kollaboration und damit verbundener Verbrechen von Dänen und von Deutschen in Dänemark erfolgte, wenn auch sehr zögerlich, ab 1946. Das dänische Gesetz über den Landesverrat wurde im Sommer 1945 vom dänischen Reichstag verabschiedet. Es galt mit rückwirkender Kraft ab dem 9. April 1940, dem ersten Tag der deutschen Besetzung Dänemarks. Nach diesem Gesetz wurden 14.049 Personen wegen Kollaboration mit den Deutschen zu Haftstrafen verurteilt. 78 Todesurteile wurden verhängt, davon 46 vollstreckt. Ungefähr 13.500 wurden wegen Landesverrats verurteilt. Von diesen 13.500 Personen wurden ca. 7.500 wegen militärischer Kollaboration verurteilt, weil sie  im  Frikorps Danmark oder in anderen Militäreinheiten auf deutscher Seite gekämpft oder weil sie sich an deutschen Wach- oder Antisabotagekorps beteiligt hatten. 2000 hatten bei der deutschen Polizei gedient, 1100 wurden wegen Denunziation, Mord, Folter oder anderer Gewalttaten verurteilt. 
Einige Führer der dänischen Nazipartei DNSAP wurden wegen Hochverrats verurteilt, die Mitgliedschaft an sich war jedoch nicht strafbar. Ungefähr 600 kommunale oder staatliche Beamte wurden allerdings wegen der Mitgliedschaft in der DNSAP entlassen. Etwa 1100 Personen wurden wegen wirtschaftlicher Kollaboration verurteilt, 318 Millionen Kronen wurden konfisziert.
Außerdem wurden 80 Deutsche verurteilt, darunter im sogenannten „Kleinen Kriegsverbrecherprozess“ der frühere Gestapo-Chef Karl-Heinz Hoffmann und acht weitere Angeklagte. In den Berufungsverhandlungen wurden die Strafen gemildert, drei Angeklagte sogar freigesprochen. Im sogenannten „Großen Kriegsverbrecherprozess“ 1948 gegen die DNSDAP-Funktionäre wurden Werner Best (SS-Gruppenführer und deutscher „Reichsbevollmächtigter in Dänemark“), Hermann von Hanneken (seit Herbst 1942 Befehlshaber der deutschen Truppen in Dänemark), Günther Pancke (General der SS und Höherer SS- und Polizeiführer in Dänemark) und Otto Bovensiepen (seit 1944 Leiter der Sicherheitspolizei und des Sicherheitsdienstes in Dänemark) verurteilt. Von Hanneken wurde in der Berufungsinstanz freigesprochen.

### Frankreich
Am 28. August 1944 wurde eine Verordnung über die Bestrafung von Kriegsverbrechen erlassen, die durch ein Gesetz vom 15. September 1948 ergänzt wurde. Am 26. Dezember 1964 erklärte das Gesetz Nr. 64/1326 Verbrechen gegen die Menschlichkeit für unverjährbar.
Die genauen Verurteilungszahlen sind unklar: zum Teil werden 10.519 Hinrichtungen angegeben, von denen nur 850 aufgrund eines Gerichtsurteils ergangen sind; andere Quellen gehen von 4.783 Todesurteilen (ca. 2.000 vollstreckt) und 50.000 Haftstrafen aus. Durch verschiedene Commissions d’Épuration (Kommissionen zur politischen Säuberung) sollte in einer zweiten Phase nicht nur der Polizeidienst auf sein Handeln in der Vichy-Zeit und Kollaboration allgemein in einer einigermaßen rechtlich nachvollziehbaren Weise überprüft werden.
Kriegsverbrecher, die der Waffen-SS oder der Wehrmacht angehört hatten, wurden nicht weiter verfolgt, wenn sie sich zur Fremdenlegion verpflichteten.
Am 4. Juli 1987 wurde Klaus Barbie nach seiner Auslieferung aus Bolivien in Lyon wegen Verbrechen gegen die Menschlichkeit zu lebenslanger Haft verurteilt.

### Italien
Am 25. Oktober 1936 hatten Adolf Hitler und Benito Mussolini die Achse Berlin-Rom begründet. Italien schloss jedoch mit den Alliierten am 3. September 1943 einen Waffenstillstand und erklärte dem Deutschen Reich am 13. Oktober 1943 den Krieg.
Erich Priebke wurde wegen seiner Beteiligung am Massaker in den Ardeatinischen Höhlen im März 1944, bei dem 335 Zivilisten erschossen worden waren, von Argentinien nach Italien überstellt und 1996 von einem römischen Gericht zunächst freigesprochen, von einem Militärberufungsgericht 1998 jedoch zu lebenslanger Haft verurteilt.

### Jugoslawien und Albanien
Jugoslawien und Albanien haben keine Statistik der Strafverfahren veröffentlicht. Aber noch vor dem Nürnberger Nachfolgeprozess gegen die Generale in Südosteuropa wurden 19 deutsche Generale in Jugoslawien hingerichtet. Bereits 1946 wurden die Auslieferungen von mutmaßlichen Kriegsverbrechern von den Westalliierten stark eingeschränkt, nachdem Bedenken aufgetreten waren, ob sie ein faires Verfahren erhalten würden.

### Luxemburg
Die luxemburgische Justiz eröffnete gegen 162 Reichsdeutsche Gerichtsverfahren und es kam zu 44 Todesurteilen, 15 Freisprüchen und 103 Verfahrenseinstellungen. Der ehemalige Leiter des CdZ-Gebiet Luxemburg Gustav Simon entzog sich 1945 durch Selbstmord einer Anklage. Sein Stellvertreter Heinrich Christian Siekmeier wurde zu sieben Jahren Haft verurteilt. In 5.242 Fällen sprachen Luxemburger Gerichte Urteile zu Kollaborationsfällen, darunter 12 Todesurteile u. a. gegen den früheren Vorsitzenden der Volksdeutschen Bewegung Damian Kratzenberg.

### Niederlande
Nach dem Ende der deutschen Besatzung wurden mehr als 100.000 Personen als Kollaborateure oder Kriegsverbrecher verhaftet, 35.615 Personen wegen Kollaboration mit den Deutschen verurteilt. Von ca. 200 ausgesprochenen Todesurteilen wurden 38 vollstreckt. Dazu kamen 204 Urteile gegen Deutsche.
1962 waren nur noch die Vier von Breda inhaftiert.

### Norwegen
Josef Terboven, Reichskommissar für die vom Deutschen Reich besetzten norwegischen Gebiete und Wilhelm Redieß, Höherer SS- und Polizeiführer Nord mit Sitz in Oslo hatten sich am 8. Mai 1945 selbst getötet.
Direkt nach dem Krieg wurden gegen 92.805 Norweger Verfahren eröffnet, vorwiegend wegen Landesverrats. 46.085 Personen wurden bestraft, davon 28.919 mit Geldbußen und Rechtsverlust, 17.136 mit Haft. 30 Personen wurden zum Tode verurteilt, 25 Todesurteile wurden vollstreckt.
Nach einer Aufstellung des norwegischen Justiz- und Polizeiministeriums ahndeten die Strafen in
- 1.971 Fällen Ausübung von Ämtern in der norwegischen Verwaltung
- 7.146 Fällen Aktivitäten in Organisationen und Gliederungen der norwegischen faschistischen Partei Nasjonal Samling (NS)
- 2.784 Fällen Propaganda für die NS oder für die Teilnahme am Krieg auf deutscher Seite
- 9.649 Fällen Zugehörigkeit zum Hird, der SA der NS, und zu den bewaffneten Hird-Abteilungen, zur Germanischen SS und ähnlichen Organisationen
- 4.816 Fällen Kriegsteilnahme auf deutscher Seite, auch als Krankenschwester beim Deutschen Roten Kreuz
- 1.295 Fällen Zugehörigkeit zur deutschen Sicherheitspolizei (Sipo) sowie zur norwegischen Staats- und Grenzpolizei
- 1.043 Fällen Beteiligung an Mord- und Gewalttaten
- 4.765 Fällen Denunzianten- und Spitzeltätigkeit für die Sipo
- 290 Fällen Spionage- und Abwehrtätigkeit für die Besatzungsmacht
- 3.208 Fällen „Wirtschaftlicher Landesverrat“
- 5.014 Fällen Tätigkeit in deutschen Dienststellen, Betrieben und Einrichtungen
- 40.072 Fällen Zugehörigkeit zur NS und ihr angeschlossenen Organisationen
- 1.907 Fällen Landesverrat in anderen Formen bzw. andere strafbare Handlungen

Außerdem wurden in Norwegen 80 Deutsche verurteilt.

### Österreich
Am 26. Juni 1945 wurde das Verfassungsgesetz über Kriegsverbrechen und andere nationalsozialistische Untaten (Kriegsverbrechergesetz) erlassen, um Verstöße gegen die allgemein anerkannten Grundsätze des humanitären Völkerrechts und des Kriegsvölkerrechts (Kriegsverbrechen) während der Zeit der nationalsozialistischen Gewaltherrschaft zu bestrafen. Von den Volksgerichten in Wien, Graz, Linz und Innsbruck  wurden insgesamt 23.477 Urteile gegen rund 20.000 Personen gefällt, davon 13.607 Schuldsprüche.
Die Aufhebung der Volksgerichte erfolgte im Dezember 1955 nach Abzug der Alliierten aus Österreich. 1957 folgte mit Aufhebung des Kriegsverbrechergesetzes eine Generalamnestie. Seitdem wurden keine Strafverfahren wegen Kriegsverbrechen mehr eingeleitet, bereits eingeleitete Verfahren eingestellt. Rechtskräftig verhängte Freiheits- oder Geldstrafen wurden erlassen. Dazu zählten auch Strafen gegen Personen, „die als Kommandanten, Lagerführer, deren Stellvertreter oder ähnliche leitende Funktionäre von Konzentrationslagern, als nicht ausschließlich mit Verwaltungsaufgaben betraute leitende Beamte der Geheimen Staatspolizei (Gestapo) oder des Sicherheitsdienstes (SD) vom Abteilungsleiter aufwärts, als ernannte oder bestellte Mitglieder des Volksgerichtshofes oder als Oberreichsanwalt beim Volksgerichtshof oder dessen Stellvertreter in der Zeit der nationalsozialistischen Gewaltherrschaft tätig waren.“
Aufgrund der Verjährungsbestimmungen des Strafgesetzes konnten ab Mitte der 1960er Jahre nur mehr die unmittelbar Beteiligten an nationalsozialistischen Morden vor Gericht gestellt werden.
Im Gefolge des ersten Frankfurter Auschwitz-Prozesses (Dezember 1963 bis August 1965) wurden zwar auch in Österreich Ermittlungen gegen über 55 Verdächtige wegen Verbrechen im KZ Auschwitz eingeleitet. Vor einem Geschworenengericht angeklagt wurden aber nur die Architekten Walter Dejaco und Fritz Ertl, die mit der Errichtung und laufenden Instandhaltung der Gaskammern und Krematorien in Auschwitz-Birkenau in den Jahren 1941–1944 an der Mordplanung unmittelbar mitgewirkt hatten sowie die beiden ehemaligen SS-Unterscharführer und Angehörige der Wachmannschaft Otto Graf und Franz Wunsch. Die Verfahren endeten 1972 mit Freispruch.
Für die Strafverfolgung von NS-Verbrechen in Österreich haben sich die Holocaust-Überlebenden Simon Wiesenthal und Hermann Langbein besonders eingesetzt.
2010 wurde vom Bundesministerium für Justiz und der Zentralen österreichischen Forschungsstelle Nachkriegsjustiz mit Sitz am Dokumentationsarchiv des österreichischen Widerstandes eine „Arbeitsgruppe zur Ausforschung mutmaßlicher NS-Täter:innen“  eingesetzt, die 2022 einen Bericht vorgelegt hat.

### Polen

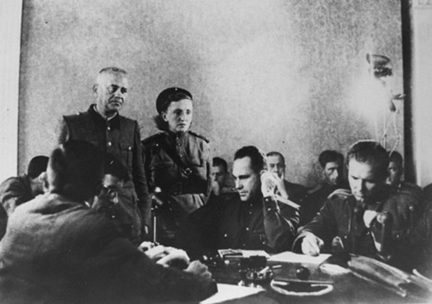
Angeklagter Anton Thernes beim Majdanek-Prozess, Lublin 1944

Kriegsverbrechen und Verbrechen gegen die Menschlichkeit waren in Polen Straftaten nach dem sog. Augustdekret (Dekret für die Strafzumessung für die faschistisch-nazistischen Verbrecher, die sich der Mordtaten und der Misshandlung der Zivilbevölkerung und der Kriegsgefangenen schuldig gemacht haben, sowie der Verräter des polnischen Volkes vom 31. August 1944, geändert und ergänzt am 22. Januar und 28. Juni 1946 sowie am 3. April 1948).
Von dem Obersten Nationalen Tribunal Polens wurden insgesamt sieben Verfahren mit zusammen 49 Angeklagten durchgeführt. Zum Tode verurteilt wurden z. B. Rudolf Höß, Amon Göth, Josef Bühler, Arthur Greiser und Ludwig Fischer.
Weitere 5.385 Deutsche und Österreicher wurden verurteilt, nationalsozialistische Verbrechen verübt zu haben. Mehr als jeder dritte der in Polen verurteilten deutschen NS-Täter war von den vier Besatzungsmächten dorthin überstellt worden, vorwiegend aus der amerikanischen Besatzungszone.
Massenmorde an polnischen Staatsbürgern durch SS-Angehörige während des Zweiten Weltkrieges im KZ Auschwitz-Birkenau, KZ Ravensbrück, KZ Majdanek-Lublin, KZ Buchenwald, KZ Mauthausen, KZ Sachsenhausen, KZ Dachau, KZ Mittelbau-Dora und KZ Groß-Rosen werden weiterhin verfolgt.

### Sowjetunion
In der Sowjetunion wurden seit 1941 Rechtsgrundlagen zur Strafverfolgung von Kriegsverbrechen geschaffen. Diese wurde in vielen sogenannten Molotow-Noten angekündigt. Am 2. November 1942 wurde dazu die Außerordentliche Staatskommission zur Untersuchung der Verbrechen der deutsch-faschistischen Besatzer gegründet. Diese blieb bis 1948 bestehen. Der United Nations War Crimes Commission trat die Sowjetunion nicht bei.
Der Ukas 43 von April 1943 des Obersten Sowjet nach dem Sieg in der Schlacht von Stalingrad bestimmte, 

„dass deutschen, italienischen, rumänischen, ungarischen und finnischen faschistischen Übertätern, die der Tötung und Misshandlung der Zivilbevölkerung und gefangenen Rotarmisten überführt sind, und die Spione und Verräter der Heimat unter den sowjetischen Bürgern mit dem Tod durch Erhängen bestraft werden. [...] Die Vollstreckung erfolgt öffentlich, der Körper des Gehenkten bleibt einige Tage am Galgen, damit alle wissen, wie bestraft wird.“

Er galt für die Bestrafung von Taten ab Beginn des Deutsch-Sowjetischen Kriegs im Juni 1941.
Im Juli 1943 fand mit dem Kriegsverbrecherprozess von Krasnodar der erste NS-Prozess auf dieser Basis statt: Dieses Verfahren gegen sowjetische Helfer des Sonderkommandos 10a machte den Einsatz deutscher Gaswagen für Massenmorde international bekannt. Im Dezember 1943 folgte der Kriegsverbrecherprozess von Charkow gegen drei deutsche und einen sowjetischen Angeklagten. Fast alle Angeklagten beider propagandistisch begleiteten Prozesse wurden zum Tod verurteilt.

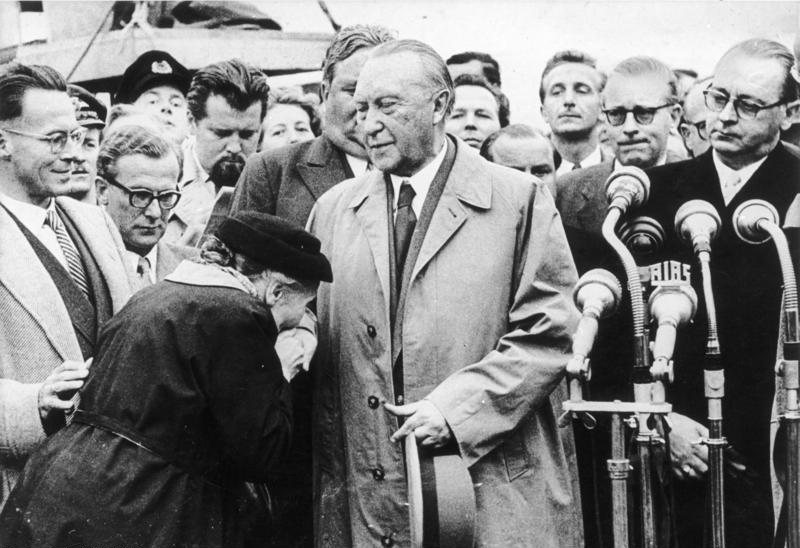
Dank an Bundeskanzler Konrad Adenauer 1955 für die Heimkehr der letzten Kriegsgefangenen

Bis 1950 folgte eine unbekannte Zahl von Prozessen gegen als Kollaborateure angeklagte einheimische Staatsbürger, deutsche Kriegsgefangene und von den Westmächten ausgelieferte mutmaßliche NS-Verbrecher. Der NKGB, ab 1946 MGB, führte die geheimen Ermittlungen, während die Verfahren vor NKWD- bzw. MVD-Gerichten stattfanden.
Ende 1945 begann eine Prozessreihe gegen hochrangige SS- und Wehrmachtführer, u. a. in Minsk und Riga. Diese Serie hielt bis 1948 an. Ab 1949 folgten viele Schnellverfahren vor allem gegen deutsche Kriegsgefangene, niedrige NS-Ränge und vermutete Kollaborateure.  Letztere wurden oft ohne rechtsstaatliche Verfahren und Berufungsgarantien wegen Landesverrat und „Konterrevolution“ verurteilt, nach zeitweiliger Abschaffung der Todesstrafe meist zu 25 Jahren Zwangsarbeit.
Die letzten als Kriegsverbrecher verurteilten Kriegsgefangenen kehrten nach dem Tod Josef Stalins bei der „Heimkehr der Zehntausend“ 1955 in die Bundesrepublik Deutschland zurück.  SS-Arzt Ernst Günther Schenck mit weiteren 596 Wehrmachtsangehörigen und Angehörigen der Waffen-SS legte am 13. Dezember 1955 in Friedland als Wortführer den „Schwur von Friedland“ ab und versicherte, dass sie nur nach den Gesetzen des Krieges gehandelt und weder geplündert, gemordet noch geschändet hätten. Tatsächlich handelte es sich um einen Meineid.

### Tschechoslowakei
Am 19. Juni 1945 erließ Staatspräsident Edvard Beneš ein Dekret über die Bestrafung der Naziverbrecher, Verräter und ihrer Helfershelfer und über außerordentliche Volksgerichte, das am 24. Januar 1946 eine Gesetzesfassung erhielt. Es trat am 31. Dezember 1948 außer Kraft, danach waren allgemeine Strafrechtsnormen die Grundlage für weitere Verurteilungen. 
Die Zahl der in der Tschechoslowakei verurteilten Deutschen wird auf etwa fünfzig Prozent der verurteilten 33.463 NS-Täter geschätzt. Der wegen möglicher Kriegsverbrechen in Prag angeklagte Albert Göring, Bruder von Hermann Göring und seit 1939 Exportleiter der Skoda-Werke in Brünn, wurde im März 1947 freigesprochen.

### Ungarn
Ungarn verurteilte seit 1945 auf Basis der Verordnung Nr. 81/45 über die Volksgerichtsbarkeit, Kriegsverbrechen und volksfeindliche Vergehen über 19.000 von 40.000 als NS-Verbrecher und Kollaborateure angeklagten Personen. Es wurden 380 Todesurteile verhängt. Wie viele Verurteilte Deutsche oder Österreicher waren, ist unbekannt.
Die provisorische Regierung Ungarns nahm die Strafverfolgung von NS-Tätern schon seit Dezember 1944 auf und setzte sofort nach Kriegsende Sondergerichte – genannt „Volkstribunale“ – für ihre Verfahren ein. Diese wurden seit der Machtübernahme der Kommunistischen Partei Ungarns beschleunigt durchgeführt. Bis Ende 1946 verurteilten die Sondergerichte die meisten ungarischen Politiker, die mit dem Deutschen Reich kooperiert oder diese Kooperation vorbereitet hatten.
Exemplarisch für die ungarischen Verfahren war der Prozess gegen László Bárdossy, der als Ministerpräsident Ungarns 1941–1942 dessen Kriegserklärung an die Sowjetunion durchgesetzt hatte. Er wurde eines Verfassungsbruchs und der Beteiligung an Judenmorden in Kamenez-Podolsk und Novi Sad schuldig gesprochen und am 10. Januar 1946 durch Hängen hingerichtet.
Die Todesurteile gegen Márton Zöldy und József Grassy, die am Massaker von Novi Sad beteiligt waren, wurden von einem Berufungsgericht aufgehoben. Doch nach ihrer späteren Auslieferung an Jugoslawien, auf dessen Gebiet das Massaker stattgefunden hatte, wurden sie dort erneut zum Tod verurteilt und hingerichtet.
Am 1. März 1946 wurde auch Bardossys Vorgänger Béla Imrédy hingerichtet: Er hatte als Ministerpräsident Ungarns von 1938 bis 1939 zwei antijüdische Gesetze vorbereitet und das zweite unterzeichnet. Er wurde aber nach 1989 rehabilitiert.
Die meisten Regierungsmitglieder der Kabinette von Döme Sztójay und Ferenc Szálasi wurden ebenfalls im März/April 1946 hingerichtet: darunter Andor Jaross, der frühere Innenminister, und zwei seiner Staatssekretäre. Sie waren bei den Deportationen ungarischer Juden federführend gewesen. Wegen erwiesener Mitwirkung daran wurden auch Emil Kovacs, Führer der Pfeilkreuzler, Peter Hain, Chef der ungarischen Geheimpolizei und deutscher Agent, und László Ferenczy von der Gendarmerie hingerichtet.
1967 wurden weitere Pfeilkreuzler angeklagt. 16 davon wurden zu langjähriger Zwangsarbeit verurteilt, Vilmos Kroszl, Lajos Németh und Alajos Sándor wurden hingerichtet.

## Israel
In Israel erließ die Knesset 1950 das Gesetz zur Bestrafung von Nazis und Nazihelfern (Nazis and Nazi Collaborators (Punishment) Law). Es orientierte sich am Londoner Statut sowie an der Criminal Code Ordinance (CCO) von 1936. Auf der Basis dieses Gesetzes wurde Adolf Eichmann, ehemaliger Leiter des Judenreferats im Reichssicherheitshauptamt, vom israelischen Geheimdienst Mossad 1960 in Argentinien verhaftet, in einem Prozess vor dem Jerusalemer Bezirksgericht zum Tod verurteilt und 1962 hingerichtet.